# Chanin Building
Il Chanin Building è un grattacielo situato al 122 East 42nd Street all'angolo di Lexington Avenue, nel quartiere Midtown Manhattan a New York.

## Descrizione
Costruito tra il 1927 e il 1929 e composto di 56 piani, raggiunge un'altezza di 197,8 m, con la guglia che arriva a 207,3 m; quando fu completato risultava essere il terzo edificio più alto del mondo. Progettato dalla Sloan & Robertson in stile Art Deco con l'aiuto dell'architetto personale di Chanin, Jacques Delamarre, è il 93° edificio più alto di New York.
L'edificio fu inserito nel 1978 nella lista New York City Landmarks] redatta dalla Commissione per la conservazione dei monumenti storici a New York e fu aggiunto al Registro Nazionale dei Luoghi Storici nel 1980.